# ダブル・カヌー
ダブル・カヌー(double canoe)とは船体を二つ使用した大型のカヌーのこと。二つの船体は通常クロスビームを介して連結され、クロスビームの上にデッキが装着される。積載能力に優れ、この船形を用いたポリネシアの航海カヌーは、しばしば数千キロメートルもの距離を無補給で航海することが出来る。
最も有名なのはポリネシアにおける使用例だが、ポリネシア以外の地域でも使用例が確認されている。
| サブスタブ | この項目は、まだ閲覧者の調べものの参照としては役立たない、書きかけの項目です。この項目を加筆・訂正などしてくださる協力者を求めています。このテンプレートは分野別のサブスタブテンプレートやスタブテンプレート（Wikipedia:分野別のスタブテンプレート参照）に変更することが望まれています。 |